# Basbariton
Raspon muškog glasa koji određuje timbar između basa i baritona, da se dosegne najljepši pjev i baršun u ulogama.
Njegov opseg glasa podržava opseg basa i baritona (F do f1)